# Iniciativa

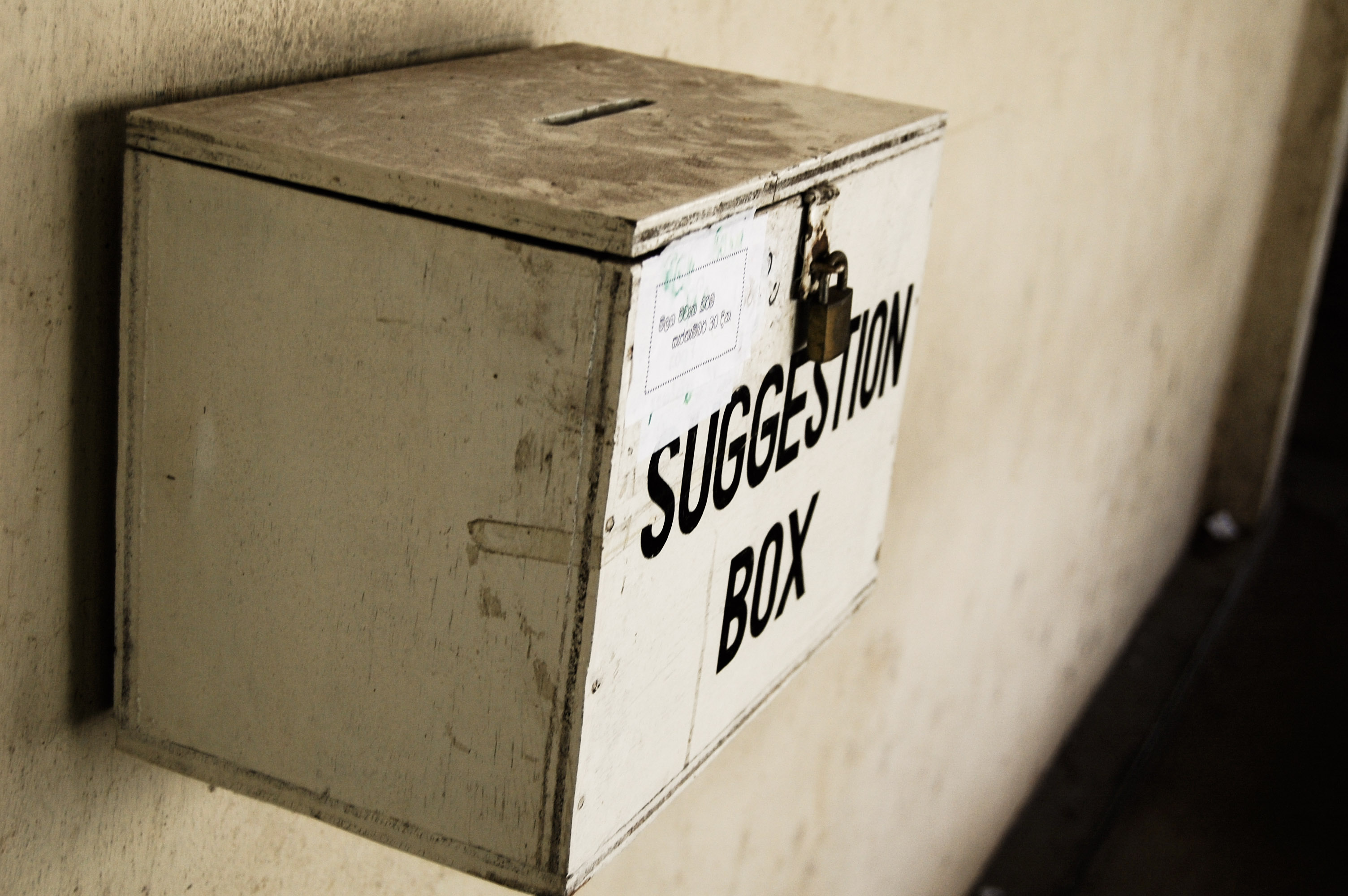
Buzón de sugerencias, un método para fomentar la iniciativa de empleados, clientes y usuarios

En psicología, la iniciativa es lo mismo que popular, es un rasgo de la personalidad que impulsa a un individuo a comenzar algo que ve como necesario, normalmente de cara al ámbito social en el que se mueve. Viene del latín initium, 'principio' y es el ímpetu o el primer paso hacia una acción. En términos generales, la iniciativa también se refiere a la capacidad de una persona para actuar por sí misma (sin que la hayan puesto en marcha instrucciones externas), para tomar decisiones o para ser emprendedor.

## Utilización del término
Originariamente la iniciativa es una cualidad que impulsa a una persona a actuar, hablar o proponer. Se dice así que una persona tiene iniciativa o que toma la iniciativa. Pero ese origen da lugar a fenómenos que trascienden el ámbito personal y alcanzan lo social y lo político, y sin embargo también reciben el nombre de "iniciativa". Así, por ejemplo, en la Wikipedia están la Iniciativa de la Franja y la Ruta, la Iniciativa de Paz Árabe o la Iniciativa Mérida. Este significado (ejercitación del derecho a presentar una propuesta) se aproxima más al de "plan" o "proyecto". Hay incluso partidos políticos que utilizan la palabra en su denominación, como Iniciativa del Pueblo Andaluz o Iniciativa per Catalunya Verds.
El concepto de iniciativa está muy relacionado con el de proactividad.

## La iniciativa en psicología
La iniciativa es reconocida en psicología como un rasgo de personalidad muy importante. Desempeña un papel esencial, tanto como habilidad empresarial (ver Habilidades gerenciales) como para salir del desempleo. «Las personas con un alto nivel de iniciativa tienen más posibilidades de encontrar otro empleo o de convertirse en trabajadores autónomos». La iniciativa personal probablemente no esté determinada genéticamente, y se puede entrenar. Se pudieron medir efectos significativos en un grupo de desempleados después de solo 2 días de capacitación para aumentar su iniciativa. El aumento de la iniciativa también se consigue aumentando la confianza en uno mismo y la autoeficacia. es como la iniciativa legislativa popular

## La iniciativa en política
En Alemania, el término se discute a menudo en relación con los límites de la política social. Ludwig Erhard vio la iniciativa personal como un elemento importante de la economía social de mercado. La política social no debe tener por objeto garantizar a las personas la plena seguridad frente a todas las adversidades de la vida desde el momento en que nacen, sino facilitar las condiciones para que cada persona llegue a donde desee impulsada por su propia iniciativa.

## Iniciativa empresarial
Dentro de una empresa, la iniciativa de un empleado se puede definir como la capacidad de idear, proponer y desarrollar proyectos propios o en beneficio de la comunidad.
En la ley tributaria alemana, la iniciativa empresarial como un aspecto de la independencia profesional es uno de los requisitos para una empresa comercial según § 15 EStG y los ingresos asociados de operaciones comerciales y otros beneficios. El término no está definido en la ley y fue desarrollado por la jurisprudencia mercantil. La iniciativa empresarial es la voluntad según la cual se gestiona la empresa, la que toma las decisiones empresariales, en su propio interés y por cuenta propia –en contraste con un administrador externo, que actúa en nombre de otro.